# Tommerup Station
Tommerup Station er en station på den fynske hovedbane mellem Odense og Fredericia, og ligger i Tommerup Stationsby på Højfyn, i Assens Kommune, Region Syddanmark. Den blev indviet den 7. september 1865.
Stationsbygningen, der opførtes i 1883 med betydeligt genbrug af den gamle stationsbygning, under ledelse af Thomas Arboe, blev fredet i 1992.
Fra 1884 til 1966 var Tommerup Station endestation for Assensbanen, der gik fra Tommerup Station til Assens. I dag kan der lejes skinnecykler på Tommerup Station til brug på den nedlagte Assenbanen.
I skoleferierne kører Museumstog ofte veterantog for Danmarks Jernbanemuseum mellem Odense og Tommerup. Der køres både med klassiske damplokomotiver, motorvogne af litra MO og det gamle lyntog litra MA, populært kaldet Sølvpilen. I alle tilfælde udnyttes, at Tommerup Station er udformet med et ekstra overhalingsspor, hvilket gør det muligt at lade lokomotiver løbe om og i øvrigt lade toget vente, til der er plads i køreplanen til at køre retur.

## Uheld ved stationen

### Togkatastrofen i 1946
Den 21. oktober 1946 kørte et godstog ind i et ventende godstog ved stationen. Godtoget fortsatte ind gennem stationsbygningens ventesal. Tre personer omkom og fire blev kvæstet. Dokumentarfilmen Togkatastrofen ved Tommerup Station fra samme år har optagelser fra ulykkesstedet. 

### Togafsporingen i 2004
Lørdag 21. februar 2004 om morgenen klokken 7:35 kørte et intercitytog af sporet ved indkørslen til stationen. Med 155 km/t blev toget afsporet, på grund af en skinnefejl, der førte til et brud på skinnen. Efter afsporingen var alle tog fra Odense mod Jylland aflyst indtil klokken 16:30 samme dag. I lang tid efter var afsporingen skyld i, at hastigheden måtte sænkes for tog, der kørte over Fyn.

## Galleri
- Wikimedia Commons har flere filer relateret til Tommerup Station

- Stationen er udformet med tre spor og to perroner.
- Veterantog til Odense, her i form af det gamle lyntog litra MA.
- Skinnecykler til brug på Assensbanen.